# Нордгермерслебен
Нордгермерслебен (нем. Nordgermersleben) — деревня в Германии, в земле Саксония-Анхальт, входит в район Бёрде в составе коммуны Хоэ-Бёрде.
Население составляет 894 человека (на 31 декабря 2008 года). Занимает площадь 19,12 км².

## История
Первое упоминание о поселении относится к 1012 году, но ещё в 996 году, под патронажем графства Вальбек, здесь была возведена церковь.
До 1 января 2010 года, Нордгермерслебен образовывал собственную коммуну, куда помимо него входили деревни Брумби и Тундерслебен.
После проведённых реформ, все населённые пункты ранее независимых коммун: Аккендорф, Айхенбарлебен, Беберталь, Веллен, Грос-Зантерслебен, Иркслебен, Нидерндоделебен, Нордгермерслебен, Охтмерслебен, Хермсдорф, Хоэнварслебен и Шаккенслебен — вошли в состав новой коммуны Хоэ-Бёрде.

## Галерея

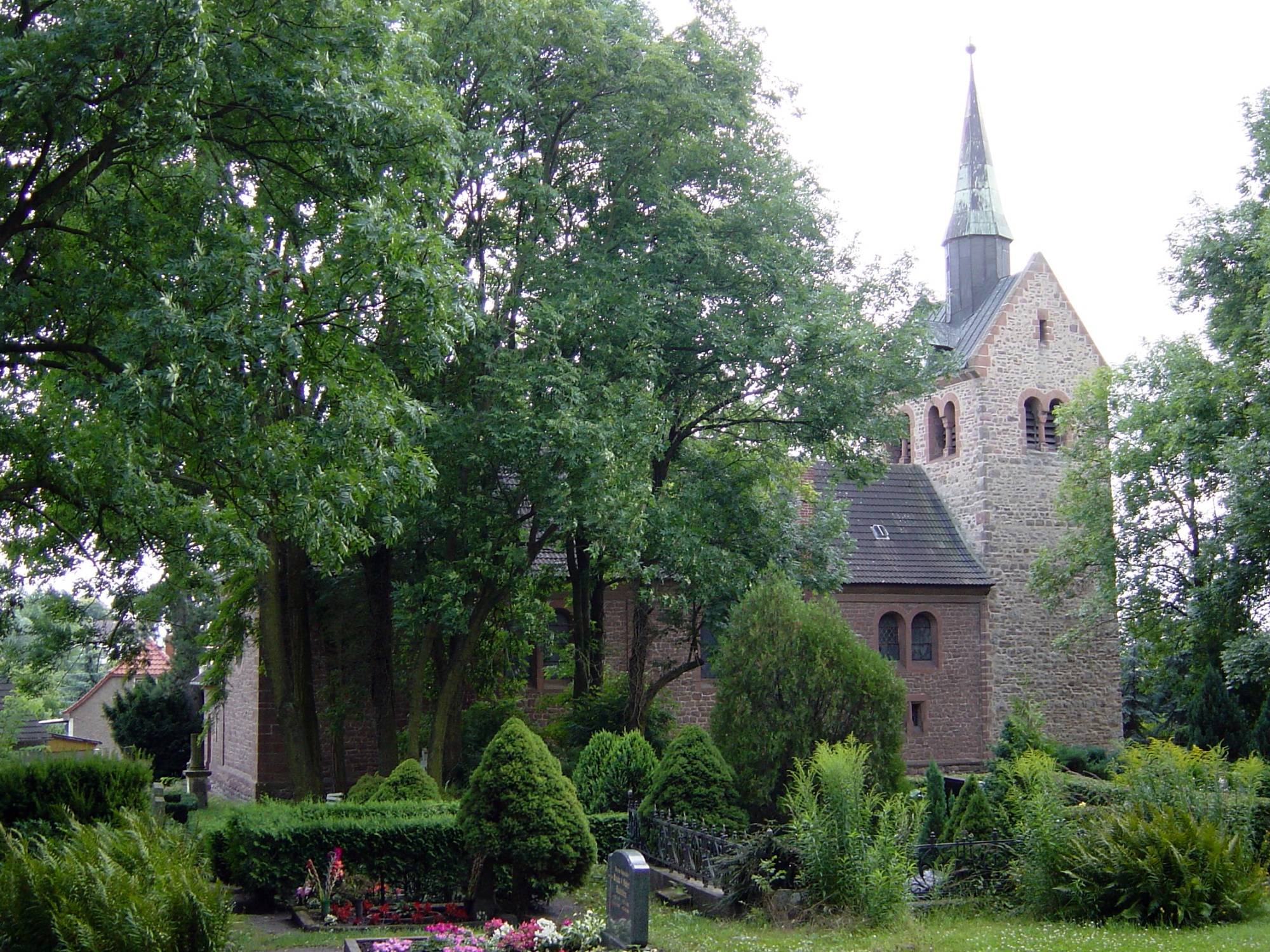
Церковь в Нордгермерслебене
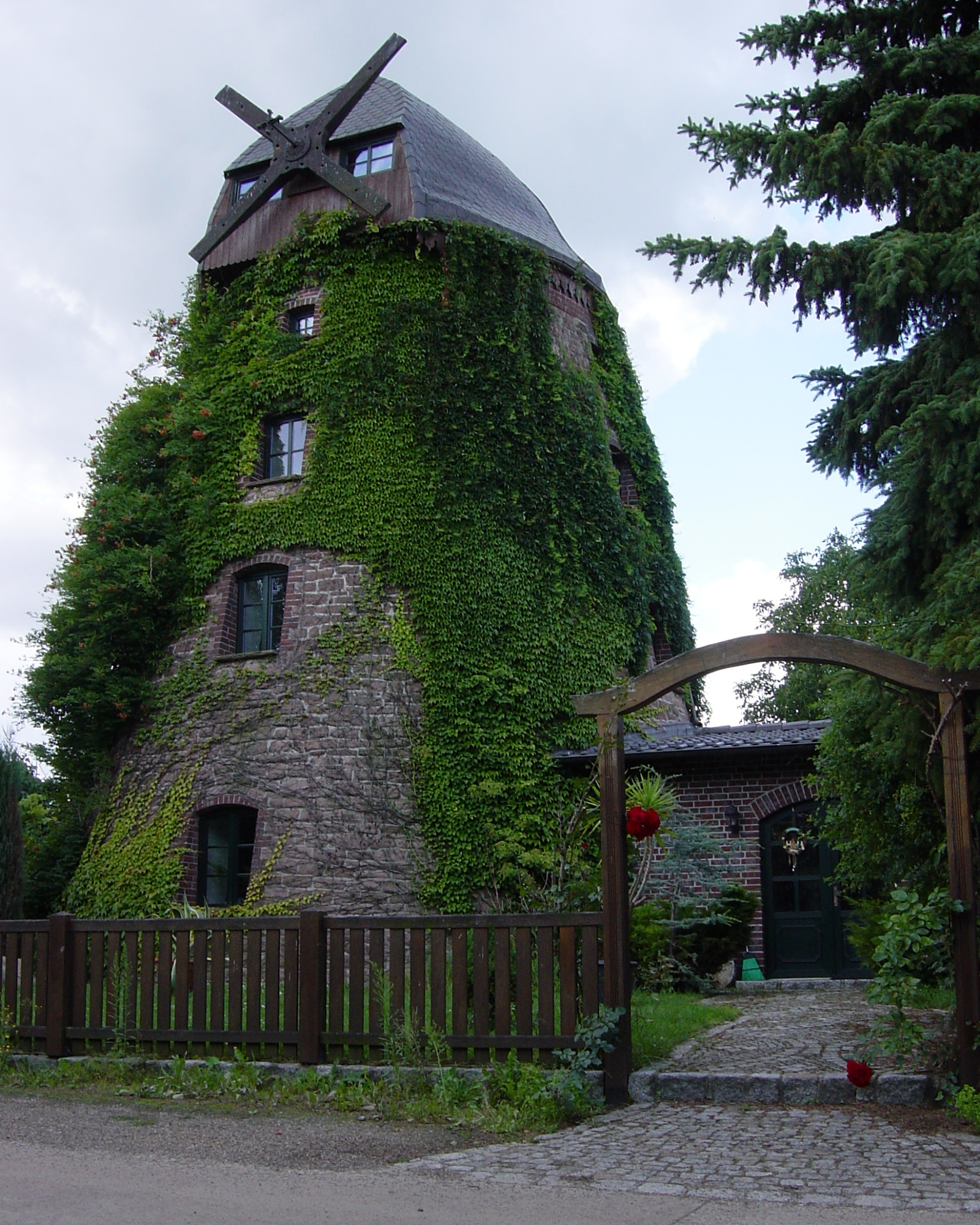
Бывшая мельница, переделанная в дом